# ادمون دو گنکور

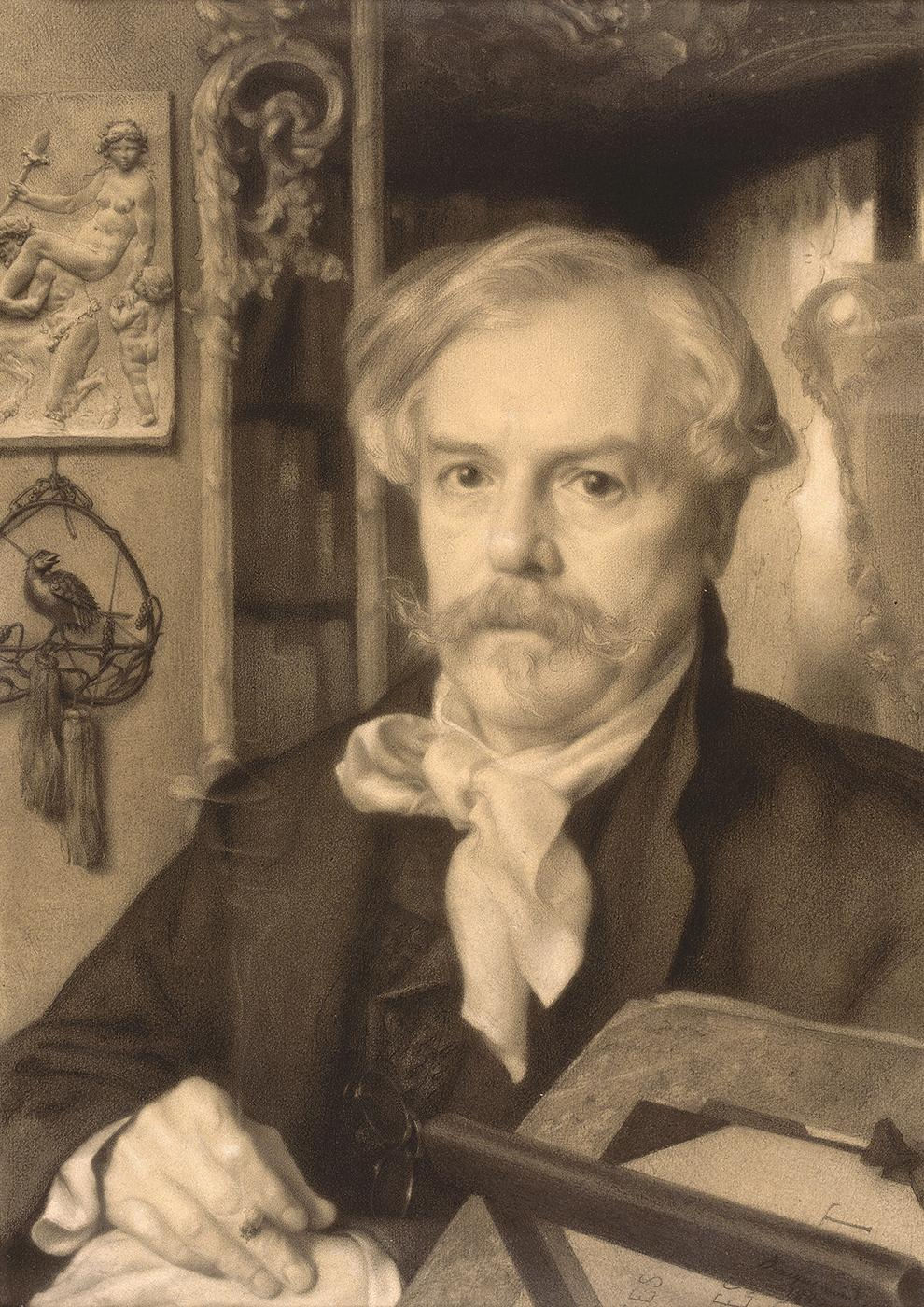
نگاره‌ای از ادمون دو گُنکور ۱۸۸۰

ادمون دو گُنکور (به فرانسوی: Edmond de Goncourt) در ۲۶ مه ۱۸۲۲ متولد و در ۱۶ ژوئیه ۱۸۹۶ درگذشت. ادموند گنکور نویسنده، منتقد ادبی، منتقد هنری، و ناشر فرانسوی و پایه‌گذار فرهنگستان گنکور بود.

## زندگی‌نامه
ادمون دو گنکور در نانسی از شهرهای فرانسه متولدشد. او تمامی املاکش را برای پایه‌گذاری و حفظ فرهنگستان گنکور اختصاص داد. به مناسبت بزرگداشت برادر و همکارش ژول دو گنکور (Jules de Goncourt) متولد ۱۷ دسامبر ۱۸۳۰ فرهنگستان از سال ۱۹۰۳ جایزه گنکور را که یکی از ارزشمندترین جوایز ادبی فرانسه‌است در ماه دسامبر به برنده بهترین نثر تخیلی اهدا می‌کند.
ادموند دو گنکور در سال ۱۸۹۶در گذشت و در قبرستان مونمارتر (Montmartre) شهر پاریس به خاک سپرده شده‌است.